# صوفيا هيوم
صوفيا هيوم (بالإنجليزية: Sophia Hume)‏ هي فيلسوفة أمريكية، ولدت في 1702، وتوفيت في 1774.